# Kjúšú

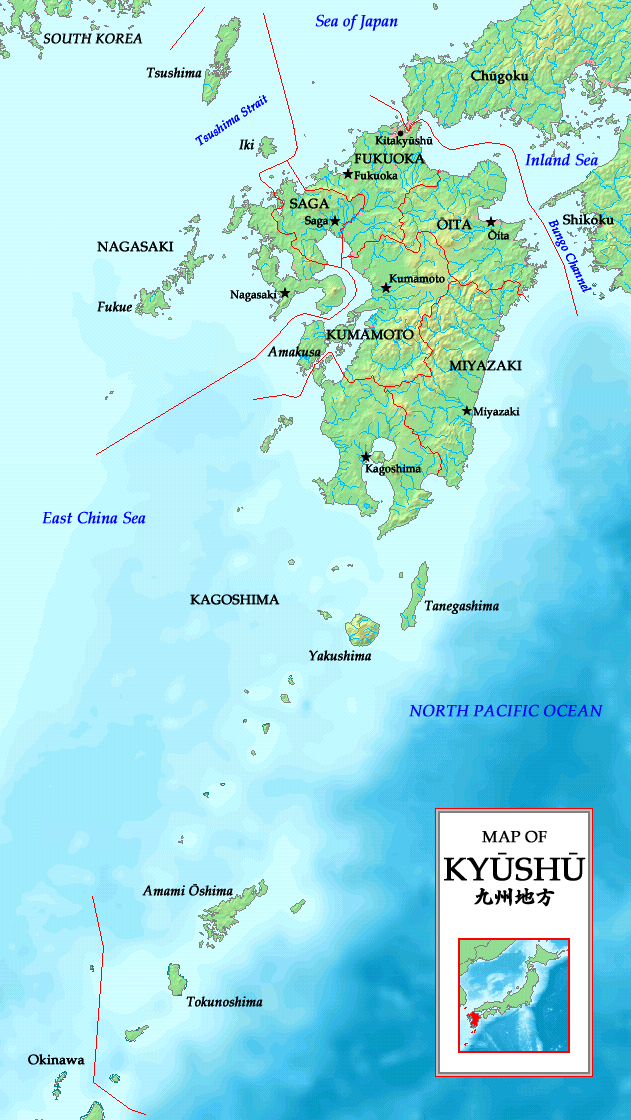
Mapa ostrova

Kjúšú (japonsky 九州 = devět zemí/provincií – podle 9 správních provincií na ostrově) je třetí největší japonský ostrov a leží nejjižněji a nejzápadněji ze čtyř hlavních ostrovů. Je považován za kolébku japonské civilizace. Dříve byl známý i pod jmény Kjúkoku (九国 = devět zemí), Činzei (鎮西) a Cukuši-šima (筑紫島).
Na ostrově o rozloze 35 640 km² žije asi desetina japonské populace, tedy 14,31 milionu obyvatel (2018).

## Geografie
Kjúšú je hornatý ostrov. Leží na něm největší aktivní sopka v Japonsku – hora Aso (1 592 m). Na ostrově lze najít mnoho známek tektonické aktivity, včetně mnoha horkých pramenů. Nejslavnější prameny se nacházejí na východním pobřeží ve městě Beppu a ve střední části ostrova v okolí hory Aso.
Do tzv. regionu Kjúšú (九州地方, Kjúšú-čihó) patří sedm prefektur na ostrově Kjúšú a také prefektura Okinawa.
- prefektura Fukuoka
- prefektura Kagošima
- prefektura Kumamoto
- prefektura Mijazaki
- prefektura Nagasaki
- prefektura Óita
- prefektura Saga

Největším městem na ostrově podle počtu obyvatel je Fukuoka (asi 1,4 milionu), kde sídlí i Kjúšúská univerzita. Dalšími důležitými městy jsou Kitakjúšú, Kumamoto, Kagošima a Nagasaki.
Klima je na Kjúšú subtropické s vysokou vlhkostí.

## Vědecký výzkum
Na ostrově Kjúšú byly vzácně objeveny zkameněliny druhohorních dinosaurů (například krční obratel titanosauriformního sauropoda).